# 刺蕨
刺蕨（学名：Egenolfia appendiculata）为实蕨科刺蕨属下的一个种。